# Борец под чёрной маской
«Борец под чёрной маской» — российский художественный фильм 1913 года режиссёров Владимира Гельгардта и Николая Брешко-Брешковского.
Сюжет рассказывает о бывшем кузнеце, а ныне цирковом борце Вернигоре (Иван Лебедев), который решает отомстить за обманутую сестру Варю своему сопернику Кастаньяро, который на ковре выступает в чёрной маске.
Борис Лихачёв отмечает, что для картины Брешко-Брешковским впервые создан первообраз современного сценария и фильм имел крупный успех благодаря своим трюкам. Ныне фильм утрачен.

## Сюжет
Мировой чемпионат борьбы. Дружно идет запись борцов у арбитра Лорана, и не хватает только русского чемпиона, участие которого в чемпионате Лоран считает необходимым. После тщетных поисков он решил сам создать русского борца и, прочитав в газете заметку, что в селе Руны под Петербургом живёт феноменальной силы кузнец Вернигора, который шутя сгибает пятаки и ломает подковы, посылает к нему своего секретаря с предложением променять ремесло на карьеру борца, на что тот соглашается. Через два года Вернигора делается любимцем публики. К этому времени он окончательно переселяется в Петербург вместе со своей сестрой, молоденькой Варей.
К несчастью, молодая девушка познакомилась с борцом Кастаньяро, который, пользуясь её неопытностью, увлек и, бессовестно обманув, бросил её ради кафешантанной звезды Пальмиры. Брошенная девушка, не в силах помириться со своим падением, решила покончить с собой и, сообщив в прощальном письме брату имя своего соблазнителя, бросилась в Неву. Но судьба была за неё: случайный прохожий, спортсмен-сыщик Строев, успел спасти несчастную девушку. В этот самый день должна была как раз состояться борьба между Вернигорой и Кастаньяро. Публика уже ждет с нетерпением выхода борцов, как вдруг за кулисами разыгралась трагедия: Вернигора получил письмо своей сестры. В негодовании бросился он на похитителя её чести, и тому едва удалось вырваться из его железных объятий. Почувствовав силу своего противника и зная, что ему нечего уже ждать от него пощады, Кастаньяро постыдно бежал. Борьба не состоялась, и нетерпеливо ожидавшая публика принуждена было с разочарованием разойтись. Кастаньяро скрылся на модный курорт, где произвел такое сильное впечатление на жену банкира Янковского, что та, назначив ему свидание у себя дома, дала ключ от входной двери. Но неожиданное возвращение банкира прервало любовный дуэт, и Кастаньяро пришлось вновь спасаться бегством, а виновную супругу суровый муж отправил к сестре.
Опальная дама шлет своему кавалеру Кастаньяро послание с мольбой спасти её от власти тирана. Но у знаменитого борца в настоящий момент в кармане пусто, и ему негде перехватить. В самом скверном состоянии духа встречается он с одним товарищем своего темного прошлого, Мунцем, и они вместе решают, воспользовавшись ключом, ограбить одинокого теперь банкира. Но ограничиться только кражей им не удалось. Встретив сопротивление банкира, Кастаньяро воспользовался своей силой и опытностью борца и особым приемом «двойной нельсон» задушил его. Кое-как заметя следы своего нападения, приятели исчезли во тьме ночи… Наутро прислуга с ужасом увидала, что барин мертв. Дали знать полиции, но участковый доктор определил смерть от кровоизлияния в мозг. Смертью банкира заинтересовался сыщик-спортсмен Строев, найдя на постели банкира измятый звонок, который Кастаньяро вырвал из рук банкира и который они, уходя, не заметили. Эта находка поселила у Строева подозрения. Прошел год. Однажды Строев прочел в газете, что в местном цирке появился таинственный борец под чёрной маской необычайной силы, который побеждает своих противников варварским приемом «двойной нельсон», и что на днях один борец пал жертвой этого приема. Узнав от Лорана, что измять таким образом позвонок могли только двое, Вернигора и Кастаньяро, Строев окончательно убедился, что банкира убил Кастаньяро именно этим приемом. Заподозрив в борце под чёрной маской Кастаньяро, Строев вызывает его на борьбу, для чего Вернигора смазывает ему шею вазелином, чтобы парализовать обычный прием Кастаньяро. Сначала «черную маску» вызывает сам Вернигора, но «маска» отклоняет этот вызов, но принимает вызов Строева, тоже под маской, которому во время борьбы удается надеть на него ручные кандалы и арестовать как убийцу.

## В ролях
- Иван Лебедев — Вернигора, борец[2]

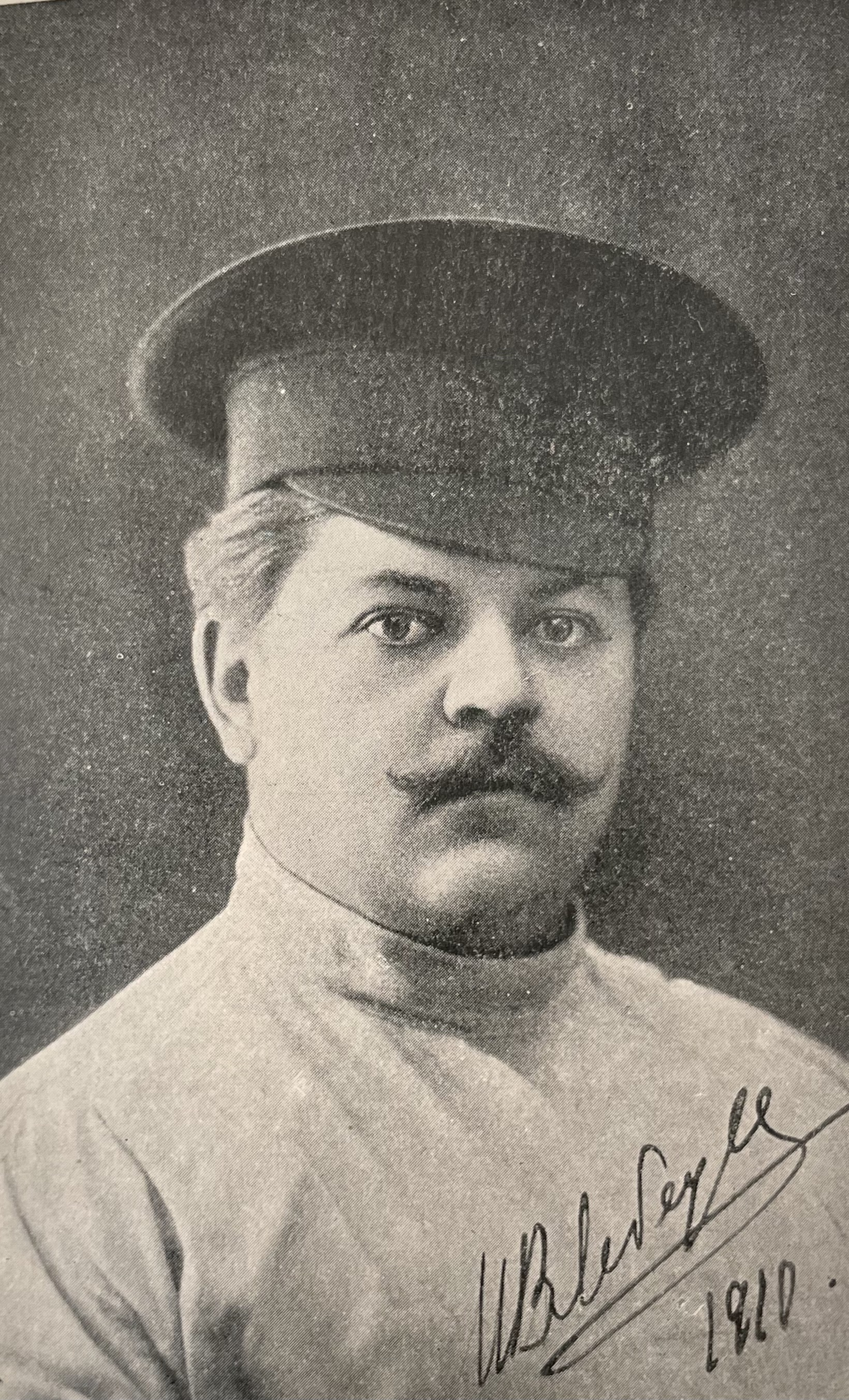
Исполнитель главной роли — Иван Лебедев

- Евгения Чудовская — Варя, его сестра
- Н. Кайсаров — Строев, сыщик
- Манелли — Костаньяро, борец
- Бениовская — кафешантанная звезда
- Н. Шмилтоф — банкир Янковский
- Аренская — жена Янковского
- Фансон — Мунц
- И. Орлов — секретарь Дюмон
- Иван Шемякин — борец
- Констант Ле Морен
- Бориченко
- Николай Брешко-Брешковский